# Papiro 55
O Papiro 55 ({\displaystyle {\mathfrak {P}}}55) é um antigo papiro do Novo Testamento que contém fragmentos do primeiro capítulo do Evangelho de João (1:31-33.35-38).